# Stará Dongola
Stará Dongola (staronúbijsky Tungul, arabsky دنقلا القديمة) byla hlavním městem křesťanského núbijského státu Makúrie, nacházející se v dnešní súdánské provincii Aš Šamálíja. Z někdejšího hlavního města středověkého království dnes zbyly jen ruiny. Zříceniny neleží na místě dnešního města Dongola, ale přibližně 50 kilometrů severně po proudu Nilu. Stará Dongola leží na východním břehu Nilu, proti Vádí al-Malik a byla výchozím bodem pro karavany táhnoucí přes poušť na západ do Dárfúru a Kurdufanu.

## Historie
Ve středověku byla Dongola důležitým núbijským střediskem a téměř tisíc let, od 5. do 14. století, byla hlavním městem Makúrijského království. Ve 4. století byla Dongola založena původně jako pevnost, ale záhy přerostla v město. Nejpozději s příchodem křesťanství v 6. století se stala hlavním městem Makúrie. V polovině 7. století město z Egypta napadli muslimští Arabové, ale nepodařilo se jim ho dobýt. Nicméně byly zničeny dva hlavní kostely a později byly znovu postaveny. V 10. století Dongola zažila svůj největší rozkvět. Ve 13. a 14. století začala její pozice upadat. Arabové Dongolu několikrát napadli a z trůnního sálu udělali mešitu.
Za vlády arabizovaného fundžského státu byla Stará Dongola hlavním městem severních provincií. Když městem projížděl cestovatel Charles Jacques Poncet, Dongolu popsal:
| „                        | Budovy sotva stojí a ulice jsou napůl zasypány pískem z pouště i pískem, jejž přinesly záplavy z hor. Hrad je přímo uprostřed města. Je velké a rozlehlé, ale opevnění je bezvýznamné. Udržuje si strach z Arabů, kteří jsou pány otevřené krajiny. | “ |
| — Charles Jacques Poncet | |   |

Od roku 1964 ve městě prováděl vykopávky polský archeologický tým.